# Mutandis
Mutandis SCA ist ein marokkanisches Unternehmen mit Sitz in Casablanca. Es ist in der Konsumgüterindustrie tätig. Die Tätigkeit der Gruppe ist hauptsächlich in 4 Bereichen organisiert:
- Herstellung von Reinigungsmitteln (44,2 % des Umsatzes): Marken Maxi‘s und Magix
- Produktion von Fischkonserven (35 % des Umsatzes): Marken Anny, Josiane, Monica, Cyrus, Queen Mary
- Herstellung von Kunststoff-Lebensmittelflaschen (16,1 % des Umsatzes): für Hersteller von Mineralwasser, Erfrischungsgetränken und Speiseölen
- Fruchtsaftherstellung (4,5 % des Umsatzes): Marken Maxy und Marrakech
Die Gruppe verfügt über 9 Produktionsstätten in Marokko. Hinsichtlich der Produktion von Fischkonserven ist Mutandis der zweitgrößte Hersteller in Marokko. Die Gruppe vermarktet ihre Produkte hauptsächlich außerhalb Marokkos, in Afrika (ca. 50 %) und Europa (ca. 40 %). In Europa erfolgt die Vermarktung überwiegend unter Eigenmarken.
Die Rechtsform der Gesellschaft ist eine Société en Commandite par Actions (SCA). Dies entspricht der deutschen Kommanditgesellschaft auf Aktien.
Die Aktien sind an der Bourse de Casablanca notiert und sowohl Teil des Moroccan All Shares Index (MASI) als auch des MASI 20, dem Index der 20 meist gehandelten Unternehmen.

## Geschichte
Das Unternehmen wurde 2008 von Adil Douiri, einem ehemaligen Tourismusminister, gegründet. Er besitzt 2023 noch 6,9 % der Anteile. Bis 2014 war die Gruppe über Mutandis Auto auch im Automobilvertrieb tätig. Sie vertrieb die Marke Ferrari in Marokko. Im Dezember 2018 erfolgte der Börsengang. Im Jahre 2021 erwarb Mutandis die amerikanische Sardinenmarke Season4. Im November 2022 verkauft die Gruppe Société des boissons du Maroc die Mineralwassermarke Aïn Ifrane an Mutandis.

## Aktionärsstruktur
| Aktionär                     | Anteil am Grundkapital |
| ---------------------------- | ---------------------- |
| Bank of Africa               | 10,40 %                |
| Royale Marocaine d’Assurance | 7,30 %                 |
| Adil Douiri                  | 6,90 %                 |
| Amethis                      | 5,70 %                 |
| Label’Vie                    | 3,10 %                 |
| Streubesitz                  | 66,60 %                |